# Србска зора (алманах)
Србска зора (алманах) је издата 1836. и 1837. године у Бечу.

## Издавач
Издавач прве књиге 1836. године био је Спиридон Јовић, а друге, 1837. године, због смрти уредника Јовића, Глигорије Груић, сарадник из претходне године. Такође је умро и Јовићев најближи сарадник "Побратић" (псеудоним Александра Будимировића). Забавник је штампан у штампарији Јерменског манастира у Бечу.

## О алманаху
Српбска зора је у стилском погледу следбеник морално-сентименталне литературе којој су основно обележје дали Доситеј, Стојковић и Видаковић, али је заступљена и хумористичка црта постдоситејевске литературе, као и лирска, предбранковска компонента наше поезије. Језик је скоро потпуно вуковски, чист народни, без танког и дебелогћириличног слова јер. Иако објављени прилози не припадају делима веће књижевне вредности, Србска зора спада у наше најлитерарније алманахе 30-тих година.